# Der Ritt nach Alamo
Der Ritt nach Alamo (Originaltitel: La strada per Fort Alamo) ist ein Italowestern aus dem Jahr 1964, den Mario Bava inszenierte. Die deutschsprachige Erstaufführung erfolgte am 8. Oktober 1965.

## Handlung
Ex-Soldat Bill findet auf seinem Weg ermordete Soldaten der Unionstruppen, die aus Wagon City 150.000 US-Dollar holen sollten. Zusammen mit dem jungen Slim und dessen zwielichtigen Freunden möchte er das Geld aus der Bank, in der es gelagert wird, dann selbst einbehalten. Da es bei dem Überfall Tote gibt, wogegen sich Bill und Slum wehren, werden beide in der Wüste angepflockt zurückgelassen. Eine Gruppe Soldaten, die einen Siedlertreck eskortieren, halten die beiden tatsächlich für Armeeangehörige. Sergeant Warwick durchschaut zwar bald den Schwindel, schweigt jedoch darüber, da er die erfahrenen Cowboys und ihre Schießkünste für seine Zwecke benutzen kann. Bill bereut seine Untaten und versucht durch heldenhaftes Verhalten wie der Rettung des Trupps vor den Angriffen feindlich gesinnter Indianer, durch deren Gebiet der Treck führt, die Unterstützung seiner neuen Kameraden und die Liebe der schönen Janet zu erlangen. Slim endet nicht so glücklich, als sein ehemaliger Bandenchef Little Kid Carson erscheint und in einem Feuergefecht erledigt werden muss.

## Kritik
Der „langweilige“ Film ist noch deutlich an den US-Western orientiert; erkennbar ist Regisseur Bavas Faible für Farben und Studio-Kulissen (Bauten: Demofilo Fidani), so Wolfgang Luley im Text der DVD-Ausgabe. Er sei wenig originell und einfallsreich und benutze die für das Genre typischen Charaktere und Situationen, urteilten Segnalazioni Cinematigrafiche. Der Evangelische Film-Beobachter kommt zu dem Schluss, bei dem Film handle es sich um einen spannungsarmen und unterdurchschnittlich gearbeiteten Western ohne Unterhaltungswert.